# Oratorio degli Spini
L'oratorio dei Santi Filippo e Jacopo, detto oratorio degli Spini, è un edificio sacro di Firenze, situato nella frazione di Peretola, all'incrocio tra le vie Martucci e Basili.

## Storia e descrizione
L'oratorio venne edificato dalla famiglia degli Spini, proprietari del vicino palagio. È possibile che risalga al XIV secolo, e fosse in seguito riconfigurato a fine del XVI secolo dall'intervento di Santi di Tito, architetto che lavorò anche all'edificio principale della villa fortificata. Secondo i dettami della controriforma, vennero rifatti gli altari (uno centrale e due laterali) e decorati da grandi pale dipinte dallo stesso Santi di Tito (Moltiplicazione dei pani e dei pesci) e, alla sua morte nel 1603, da Alessandro Allori (Miracolo della fonte con san Filippo Benizzi e Miracolo del grano con san Giovanni Gualberto), oggi tutte nel Museo civico di Prato, donati dall'ultima proprietaria del complesso, la contessa Angela Riblet. Il tema di queste opere è evidentemente legato all'abbondanza di risorse che si augurava per l'insediamento agricolo che circondava la proprietà. Attorno agli altari in pietra serena restano tracce di affreschi, che originariamente comprendevano santi, angeli, cherubini e grottesche, descritti in un documento del 1615.
Questo edificio non va confuso col vicino oratorio di Sant'Anna, posto lungo la via Carraia che conduceva a Prato e Pistoia, e che era usato dai contadini dei poderi e dai viandanti, mentre questo era una cappella padronale, che conservava anche le sepolture degli Spini.

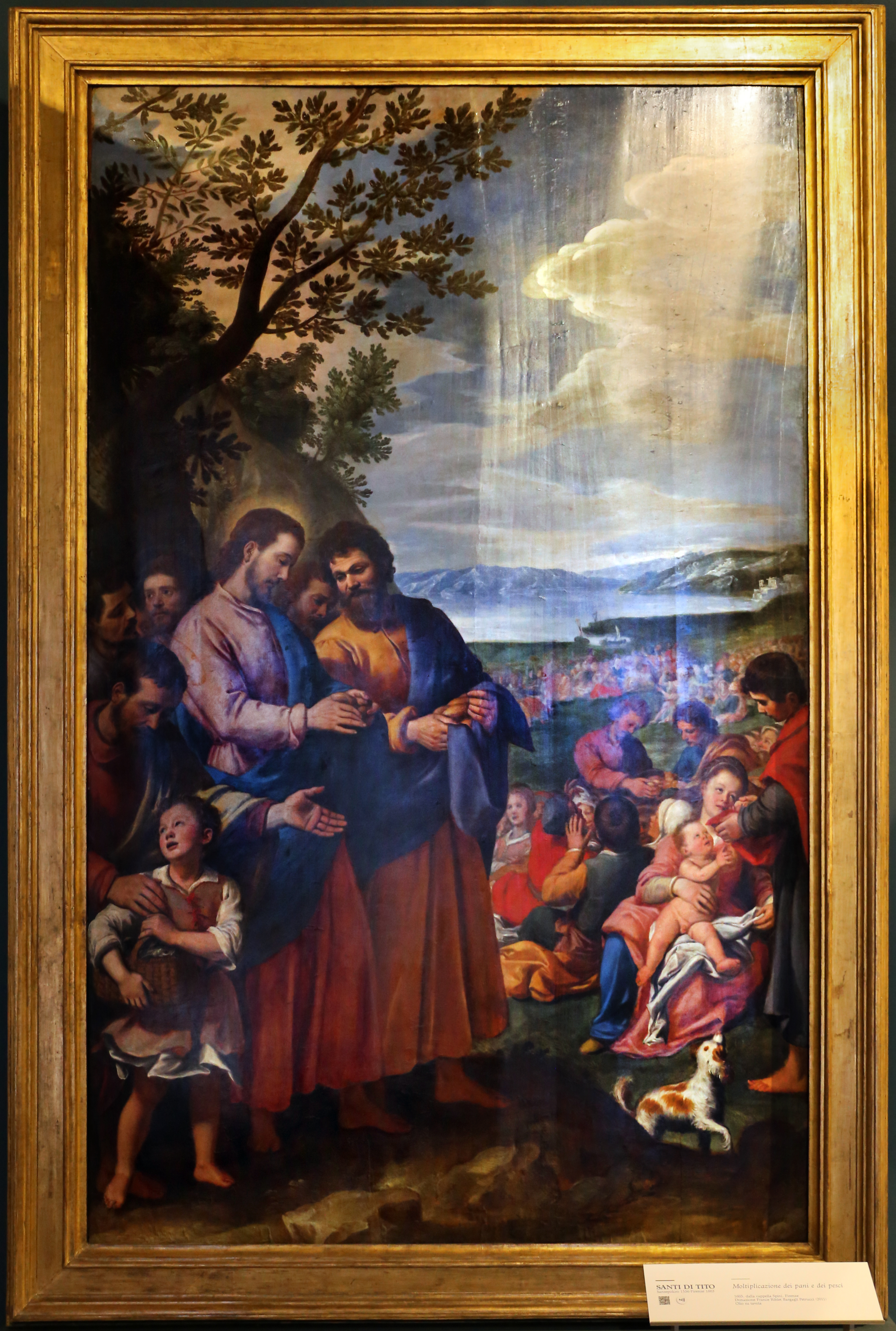
Santi di Tito, Moltiplicazione dei pani e dei pesci
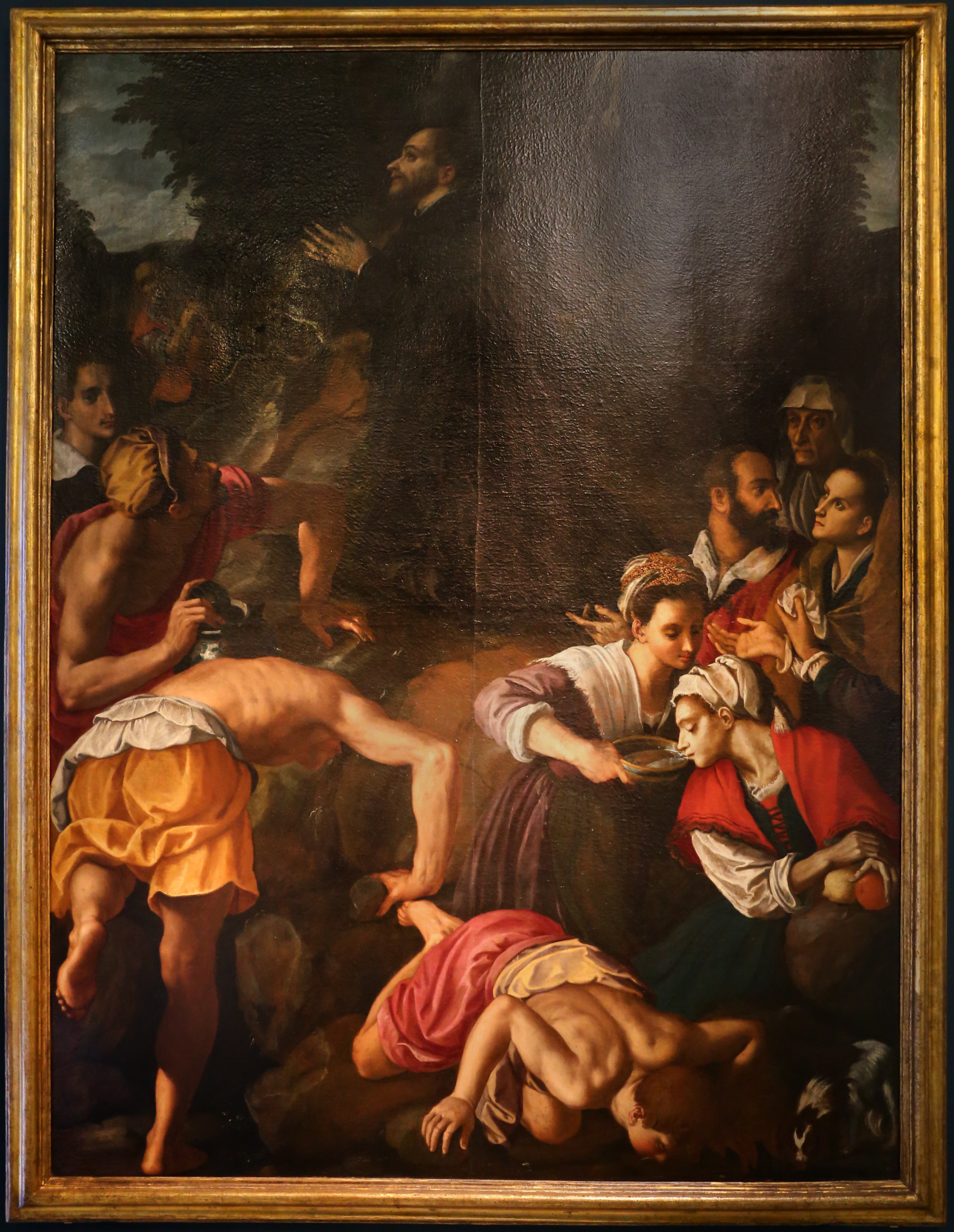
Alessandro Allori, Miracolo della fonte con san Filippo Benizzi
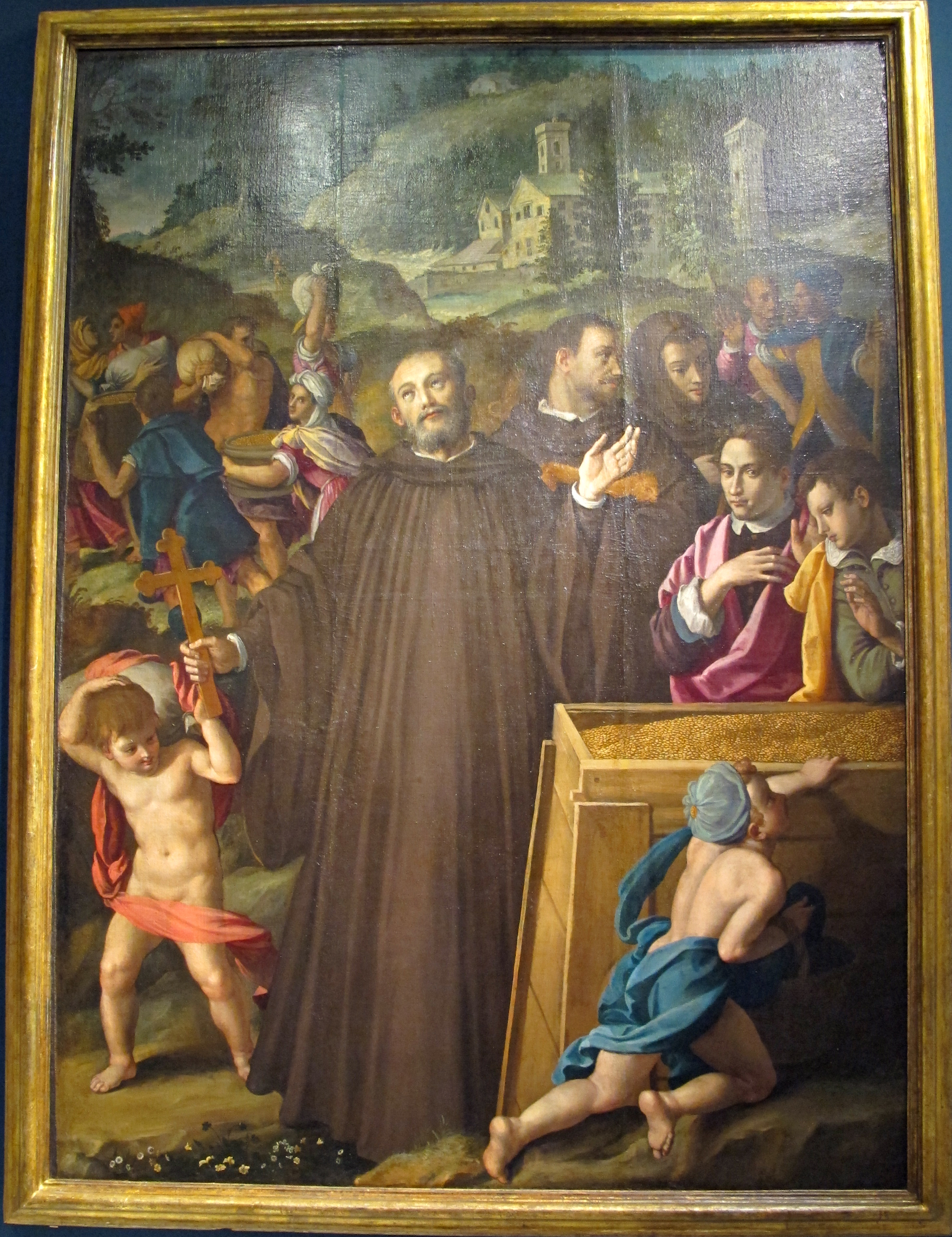
Alessandro Allori, Miracolo del grano con san Giovanni Gualberto